# میکل پرادرا
میکل پرادرا (اسپانیایی: Mikel Pradera‎؛ زادهٔ ۶ مارس ۱۹۷۵) دوچرخه‌سوار اهل اسپانیا است. وی در مسابقات تور دو فرانس و جیرو دیتالیا شرکت کرده است.